# Lacey V. Murrow Memorial Bridge
Die Lacey V. Murrow Memorial Bridge, ursprünglich Lake Washington Floating Bridge oder Mercer Island Bridge, ist eine Schwimmbrücke im US-Bundesstaat Washington. Sie wird von der ostwärts führenden Richtungsfahrbahn des Interstate 90 zur Querung des Lake Washington zwischen Seattle und Mercer Island genutzt, die Richtungsfahrbahn für den Verkehr nach Westen benutzen die nördlich parallel zur Lacey V. Murrow Memorial Bridge verlaufende Homer M. Hadley Memorial Bridge.
Die Lacey V. Murrow Memorial Bridge ist nach Lacey V. Murrow, dem ehemaligen Leiter der Straßenbauamtes von Washington benannt und war mit einer Länge von 2019 Metern bei der Eröffnung 1940 die längste Schwimmbrücke der Welt. Sie wurde erst 1963 durch die einige Kilometer nördlich gelegene 2310 Meter lange Governor Albert D. Rosellini Bridge—Evergreen Point übertroffen.
Gemeinsam mit den östlichen Portalen der Mount Baker Ridge Tunnel ist die Lacey V. Murrow Memorial Bridge ein offizielles Denkmal der Stadt Seattle und ein Nationales Baudenkmal des Amerikanischen Verbandes der Bauingenieure ASCE.

## Geschichte
Anfang des 20. Jahrhunderts wurde nach Möglichkeiten zur besseren Erschließung der Ostküste des Lake Washington von Seattle aus gesucht. Der Lake Washington hat eine mittlere Tiefe von 30 m, was einen Brückenbau mit Pfeilern aufwändig bis unmöglich machte. Ingenieur Homer M. Hadley, der während des Ersten Weltkriegs mit dem Bau von Betonschiffen befasst war, schlug deshalb den Bau einer Schwimmbrücke vor. Die Behörden standen der Idee skeptisch gegenüber; auch ein Bau als privat finanzierte mautpflichtige Brücke schien nicht möglich, weil die Banken für den Vorschlag nicht empfänglich waren und ihn als Hadley’s Folly, deutsch „Hadleys Narretei“, bezeichneten. Einzig George Lightfoot und der politisch aktive Verleger Miller Freeman, beide wohnhaft auf Mercer Island, unterstützten die Idee einer Brücke zur besseren Erschließung ihres Wohnorts. Während der Great Depression, als staatliche Gelder für Bauprojekte zur Verfügung standen, präsentierte Hadley den Vorschlag dem damaligen Direktor des Washington State Highway Department Lacey V. Murrow, welcher von dem Vorschlag fasziniert war und ihn umsetzen ließ.
Die Brücke wurde fortan als Lake Washington Floating Bridge bezeichnet. Hadleys Entwurf sah eine Schwimmbrücke in Stahlbeton mit zwei Richtungsfahrbahnen und vier Fahrstreifen vor. Die Brücke war Teil des Lake Washington Bridge Projects, das neben der Schwimmbrücke auch den westlich daran anschließenden zweiröhrigen Mount Baker Ridge Tunnel und die East Channel Bridge umfasste, und den U.S. Highway 10, der später zum Interstate 90 wurde, von Bellevue über Mercer Island nach Seattle führt. Die Lake Washington Floating Bridge bestand aus der Schwimmbrücke mit 25 im Seegrund verankerten Pontons aus Beton und den beiden als Stabbogenbrücken ausgeführten Vorbrücken. Diese waren beidseitig so gelagert, dass sie den Bewegungen der Schwimmbrücke folgen konnten. Der Überbau der Schwimmbrücke war ein Hohlkastenträger aus Stahlbeton. Auf der Ostseite war ein Feld der Schwimmbrücke als Schubbrücke ausgebildet, dessen beweglicher Teil in eine Tasche in der Mitte des benachbarten festen Feldes zurückgezogen werden konnte, um größeren Schiffen die Durchfahrt zu ermöglichen. Die Fahrbahnen wurden seitlich verschwenkt um die Tasche herumgeführt.
Der Bau begann im Dezember 1938, die Eröffnung erfolgte am 2. Juli 1940. Bis 1946 war die Brücke mautpflichtig. Über die Brücke führte bereits zu Beginn wesentlich mehr Verkehr als erwartet. Sie trug wesentlich dazu bei, dass sich Mercer Island von einem Sommerkurort zu einem Vorort von Seattle entwickelte und das einst landwirtschaftlich geprägte Bellevue die viertgrößte Stadt im Bundesstaat wurde.
1967 wurde die Brücke zu Ehren des im Jahre zuvor verstorbenen Murrow in Lacey V. Murrow Memorial Bridge umbenannt.
1981 wurde die im Bauwerk enthaltene 60 m lange Schubbrücke ausgebaut und das Feld mit den verschwenkten Fahrbahnen durch ein normales gerades Feld ersetzt. Dadurch konnte die häufig zu Verkehrsunfällen führende Stelle, die nur mit reduzierter Geschwindigkeit befahren werden konnte, beseitigt werden. Die Stelle war besonders gefährlich, weil je nach Tageszeit die Richtung der mittleren beiden Fahrspuren mit Wechselverkehrszeichen geändert wurde, um die Kapazität in der Hauptverkehrsrichtung zu erhöhen. Dies bewirkte, dass die Fahrzeuglenker das Hindernis je nach Spurwahl links oder rechts umfahren mussten. Außerdem verlief eine metallene Fuge im flachen Winkel über die Fahrbahnen. Es kam deshalb an dieser Stelle, die als the bulge, deutsch „die Ausbauchung“, bezeichnet wurde, immer wieder zu schweren Unfällen.
Die Verkehrsbelastung hatte im Laufe der Jahre die geplante Kapazität bei weitem überschritten, so dass der Betrieb der Brücke immer schwieriger wurde. Eine Renovierung war dringend notwendig. Sie konnte aber erst nach Eröffnung der 1989 fertiggestellten, parallel zur bestehenden Brücke verlaufenden Homer M. Hadley Memorial Bridge angegangen werden. Im Verlaufe dieser Instandsetzungsarbeiten sank die Lacey V. Murrow Memorial Bridge am 25. November 1990 in einem Sturm und musste durch ein neues Bauwerk ersetzt werden, das 1993 fertiggestellt wurde. Über die Lacey V. Murrow Memorial Bridge führt seitdem nur noch der Verkehr nach Osten, während der Verkehr nach Westen die Homer M. Hadley Memorial Bridge benutzt.

## Sinken der Brücke 1990

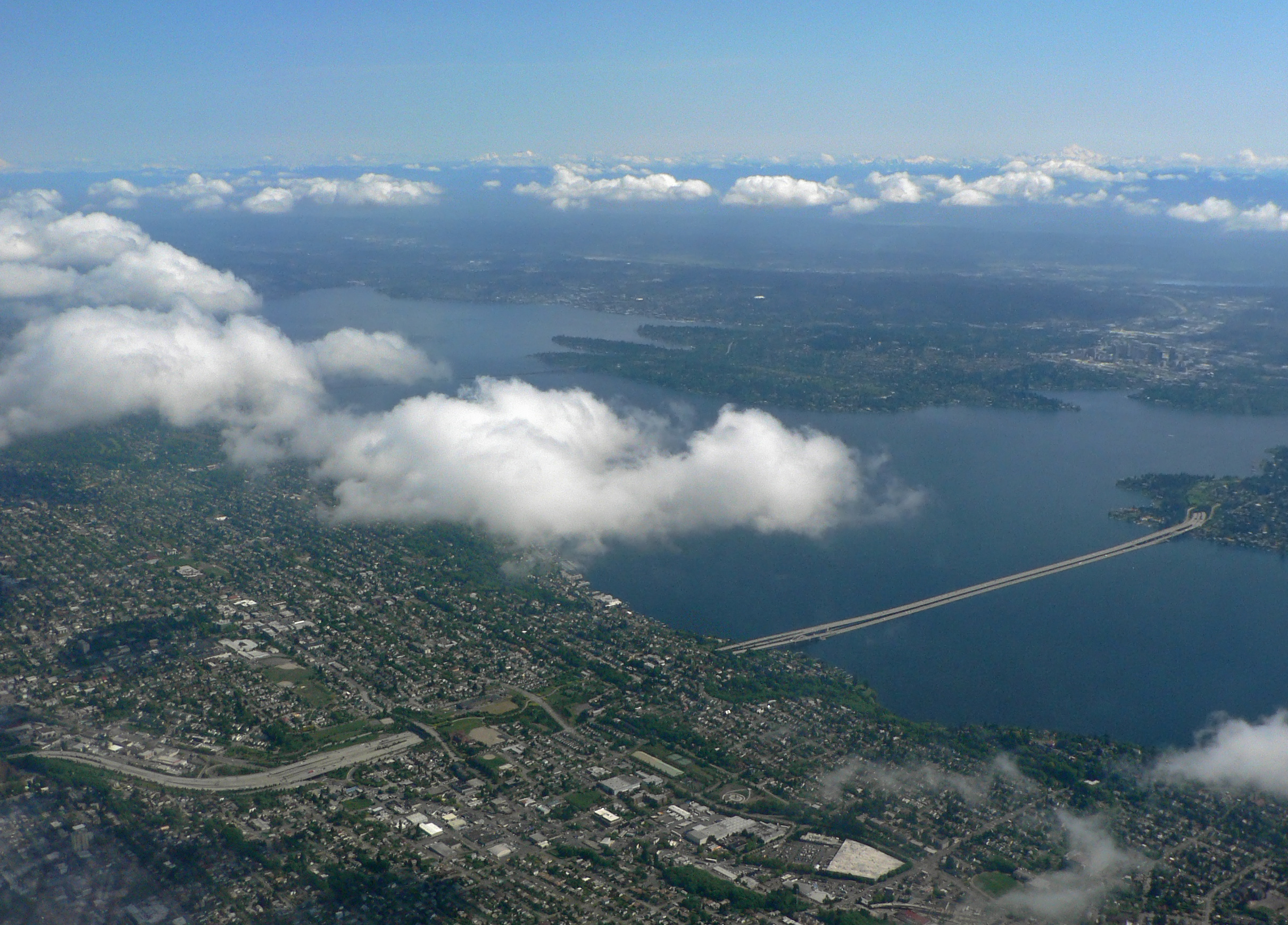
Blick nach Nordosten auf die Brücke, westliche Zufahrt und Mount Baker Tunnel

Die Lacey V. Murrow Memorial Bridge versank am 25. November 1990 aufgrund mehrerer menschlicher Fehler. Auslöser war das Vorhaben, den Fahrbahnbelag zu erneuern und die Brücke durch das Anbringen seitlicher Kragträger zu verbreitern, damit die Breite der Fahrstreifen wieder den Anforderungen des Interstate Highway System genügen würde. Das Washington State Department of Transportation (WSDOT) entschied sich, die nicht mehr benötigten Bauteile, wie zum Beispiel die Gehwege auf beiden Seiten des Fahrbahnträgers, durch Hochdruckwasserstrahlen abzutrennen. Das dabei verwendete Wasser galt nach dem Umweltrecht als verschmutzt und durfte nicht in den Lake Washington gelangen.
Ingenieure analysierten die beim ursprünglichen Brückenbau verwendeten Pontons der Brücke und stellten fest, dass diese überdimensioniert waren. Es wurde deshalb entschieden, das verschmutzte Wasser vorübergehend in den Pontons zu lagern, weshalb die wasserdichten Türen zum Hohlraum im Innern der Pontons entfernt wurden.
Am Thanksgiving-Wochenende 1990 (22. bis 24. November) drangen bei starkem Sturm Regen und Seewasser in einige der unverschlossenen Pontons ein. Als Bauarbeiter den Schaden am 24. November feststellten, begannen sie sofort mit dem Auspumpen der Pontons. Dennoch versank am 25. November ein 850 Meter langer Teil der Brücke mit dem darin gelagerten Schmutzwasser und mehreren Tonnen Baumaterial im See. Nachdem sich einer der Pontons mit Wasser gefüllt hatte, wurden in einer Kettenreaktion nach und nach weitere Pontons in die Tiefe gezogen. Die Stahlseile, die die Pontons miteinander verbanden, konnten unter Belastung nicht mehr gelöst werden. Da die Brücke wegen der Bauarbeiten vollständig gesperrt war und nur langsam sank, wurde niemand verletzt. Der Vorgang wurde von Kameras aufgezeichnet und live im Fernsehen übertragen. Der Schaden belief sich auf 69 Millionen Dollar.
Bereits zehn Jahre vor dem Untergang der Lacey V. Murrow Memorial Bridge war die Hood Canal Bridge unter ähnlichen Umständen gesunken. Inzwischen wurde auch bekannt, dass die Governor Albert D. Rosellini Bridge—Evergreen Point für die lokalen Umweltbedingungen unterdimensioniert ist.